# Дои (коммуна)
Дои́ (фр. Dohis) — коммуна во Франции, находится в регионе Пикардия. Департамент коммуны — Эна. Входит в состав кантона Вервен. Округ коммуны — Вервен.
Код INSEE коммуны — 02265.

## Население
Население коммуны на 2010 год составляло 92 человека.
| 1962 | 1968 | 1975 | 1982 | 1990 | 1999 | 2010 |
| ---- | ---- | ---- | ---- | ---- | ---- | ---- |
| 205  | 176  | 141  | 134  | 126  | 111  | 92   |

## Экономика
В 2010 году среди 53 человек трудоспособного возраста (15—64 лет) 35 были экономически активными, 18 — неактивными (показатель активности — 66,0 %, в 1999 году было 53,7 %). Из 35 активных жителей работали 30 человек (16 мужчин и 14 женщин), безработных было 5 (2 мужчин и 3 женщины). Среди 18 неактивных 0 человек были учениками или студентами, 8 — пенсионерами, 10 были неактивными по другим причинам.